# Радищевы
Радищевы — дворянский род.
По семейным преданиям, татарского происхождения, восходящий к началу XVII века и жалованные поместьями за московское осадное сидение (1604).
Афанасий Прокофьевич Радищев был при Анне Иоанновне полковником стародубским (в Малороссии). Его внук — выдающийся русский писатель Александр Николаевич Радищев.
Род Радищевых внесён в VI и II части родословных книг Калужской, Саратовской, Тамбовской и Харьковской губерний.

## Описание герба
В щите, имеющем голубое поле, изображена серебряная стрела, летящая вверх к золотой восьмиугольной звезде, а внизу оной серебряная луна, рогами вверх обращённая (изм. польский герб Сас).
Щит увенчан обыкновенным дворянским шлемом с дворянской на нём короной. Намёт на щите голубой, подложенный золотом. Герб внесён в Общий гербовник дворянских родов Российской империи, часть 5, 1-е отделение, стр. 61.

## Известные представители
- Радищевы: Купай Елизарьевич и Аким Иванович — малоярославские городовые дворяне (1627—1629).
- Радищев Василий Константинович — стряпчий (1683), стольник (1690—1692).
- Радищевы: Прокофий и Афанасий Константинович, Константин и Алексей Ивановичи — московские дворяне (1679—1692)[3].
- Радищев Афанасий Александрович (1796—1881) — младший сын А. Н. Радищева, генерал-майор, подольский, витебский и ковенский губернатор.